# Sliding stop
Lo sliding stop (letteralmente "fermata o arresto scivolando") è forse la manovra più conosciuta del reining, disciplina dell'equitazione western.
Il cavallo viene condotto in una dirittura ad un galoppo progressivo e, al comando del cavaliere, l'animale  blocca i posteriori compiendo una vera e propria scivolata.

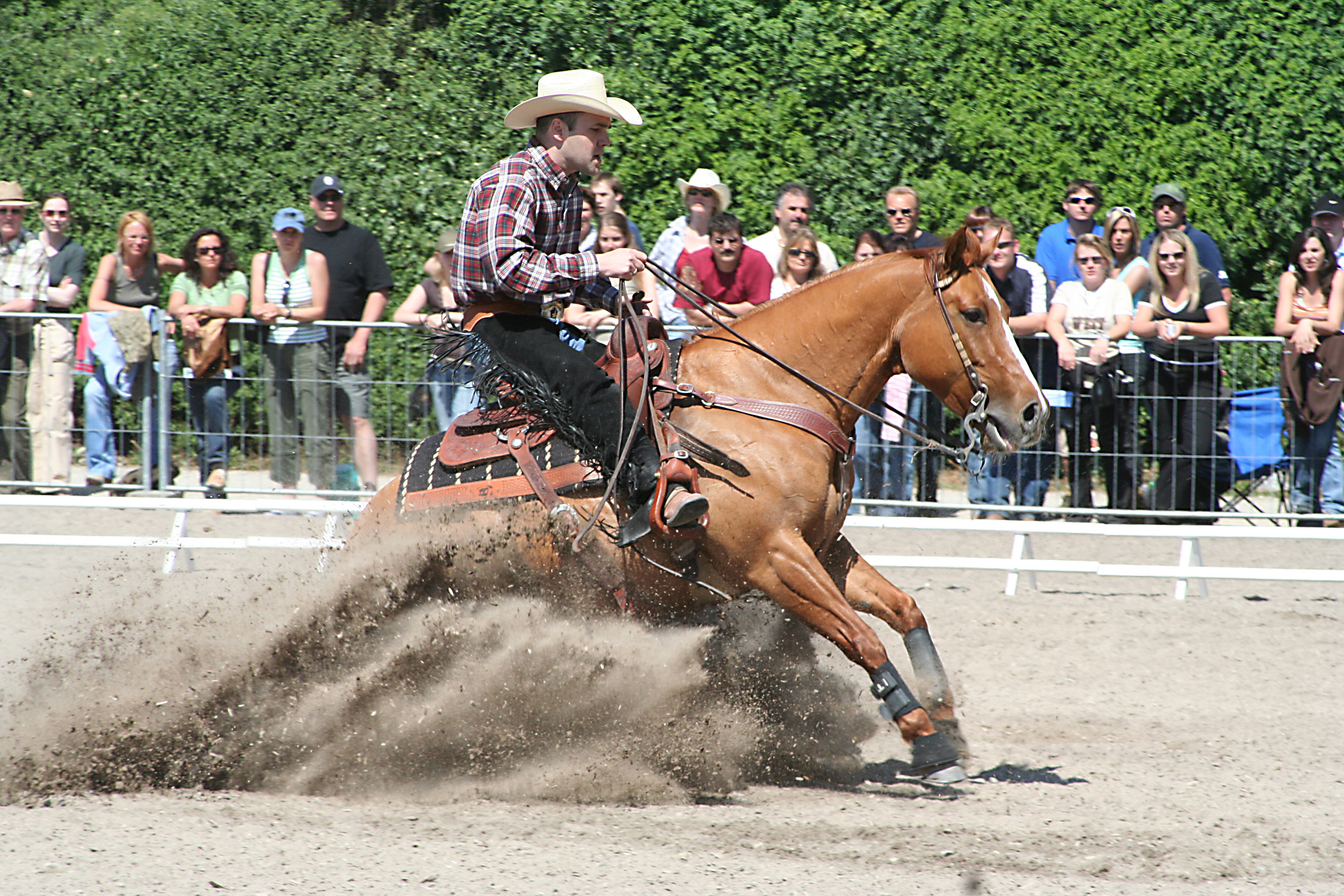
Sliding stop

La manovra, oltre ad essere particolarmente adatta allo spettacolo verso il pubblico, è molto complessa.
Richiede un ottimo addestramento del cavallo, abilità del cavaliere ed un terreno adatto per la corretta esecuzione della manovra.
Il cavallo deve avere le seguenti caratteristiche fondamentali per una esecuzione apprezzabile:
- Buona condizione fisica generale.
- Deve essere abbastanza "freddo" di carattere ed ascoltare con serenità il cavaliere senza prendere iniziative nella parte critica della manovra quando il cavallo prende velocità prima di arrestarsi in scivolata.
- Il cavallo non deve temere la manovra. In altre parole non deve avere paura del morso, paura di scivolare e cadere.

Sequenza della manovra:
1. Il cavallo inizia un galoppo progressivo che, se il cavallo lo permette, diventa un galoppo in velocità.
2. Al comando del cavaliere (woo!) il cavallo blocca i posteriori i quali scendono sul terreno scivolando. I cavalli più bravi eseguono la manovra bloccando i posteriori e continuano a camminare energicamente con gli anteriori.
3. Contemporaneamente al comando vocale il cavaliere cambia assetto portando le spalle leggermente indietro e facendo pressione sulle staffe.